# ウェッセル・ダメルス
ウェッセル・ダメルス（Wessel Dammers、1995年3月1日 - ）は、オランダ・南ホラント州ウーデルケルク・アーン・デン・イセル出身のサッカー選手。デンマーク・スーペルリーガ・ラナースFC所属。ポジションはDF。

## クラブ経歴
フェイエノールトの下部組織出身。2014年12月11日、UEFAヨーロッパリーグのスタンダール・リエージュ戦にて後半22分、テレンス・コンゴロとの交代でトップチームデビューを果たした。
2015年8月25日、SCカンブールに2015-16シーズン終了までレンタルされた。
2017年7月10日、フォルトゥナ・シッタートに3年契約で移籍した。
2020年3月27日、2020-21シーズンからFCフローニンゲンに加入することが発表され、3年契約を交わした。
2022年1月29日、同じくエールディヴィジのヴィレムIIに買い取りオプション付きでシーズン終了までレンタル移籍をした。8月24日に完全移籍となり、3年契約を結んだ。
2023年6月25日、ラナースFCに3年契約で移籍した。

## エピソード
フェイエノールトのユースチームではFWとしてプレーしていたが、トップチーム昇格後はDFとしてプレーしている。